# Tomasz Pietrasiewicz

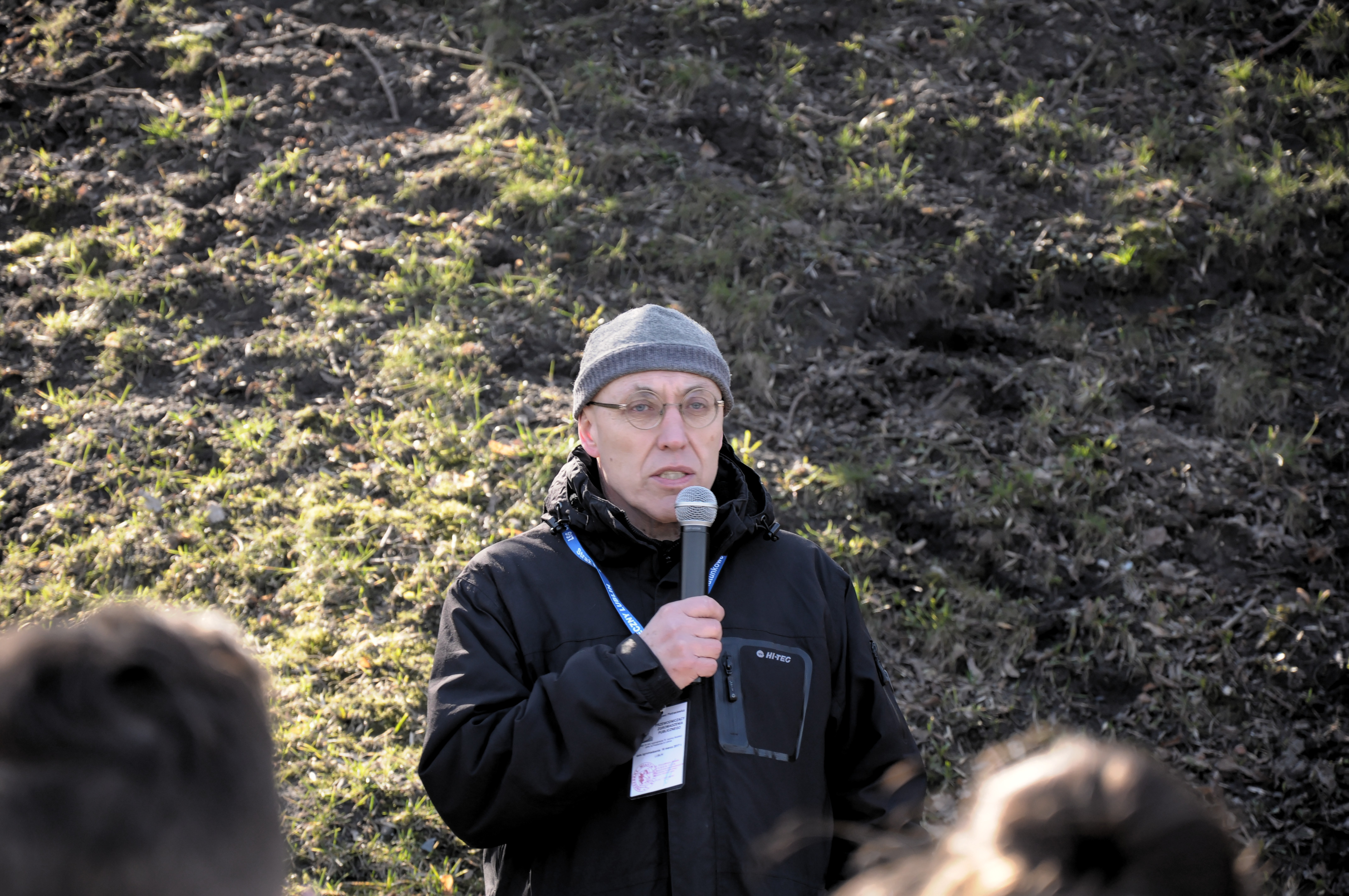
Tomasz Pietrasiewicz

Tomasz Pietrasiewicz (geboren 21. August 1955 in Siedlce) ist ein polnischer Theaterregisseur und Leiter eines jüdischen Museums.   

## Leben
Tomasz Pietrasiewicz wuchs in Lublin auf und studierte an der Maria-Curie-Skłodowska-Universität. Im kommunistischen Polen gehörte er seit 1976 zu einer Oppositionsgruppe und arbeitete als Drucker für Samisdatschriften. Er schloss sich der Theatergruppe „Chwilowa“ an und war später auch Schauspieler im Kulturhaus, im Lubliner Studiotheater und im Lubliner Kulturzentrum. 1989 schloss er sich der Oppositionsbewegung Solidarność an.  
Pietrasiewicz stieß 1992 zu der Theatergruppe Teatr NN. Seit 1998 leitet er das Theater Brama Grodzka – Teatr NN. Das Theater und Kulturzentrum wurde 1990 gegründet und hat seinen Sitz in einem Torgebäude, das die Stadt mit dem Lubliner Ghetto verband.
Pietrasiewicz schuf in dem Gebäude ein Museum über die Geschichte der Juden Lublins im Holocaust. Pietrasiewicz und seine Helfer haben Berichte, Interviews, Fotografien, Briefe und andere Erinnerungsstücke von 1.600 Überlebenden und Zeitzeugen gesammelt. In der Sammlung wurde begonnen, Unterlagen über die 1.500 von Juden bewohnten Häuser Lublins, von denen der Großteil durch Sanierungsmaßnahmen der Kommune verschwunden sind, zusammenzustellen, bis 2015 waren 900 Akten angelegt. Das Museum beabsichtigt, Informationen über alle 43.000 Lubliner Juden aus dem Jahr 1939 zusammenzustellen. 2008 erhielt das Zentrum vom Deutschen Historischen Museum 70 Farbaufnahmen aus dem Lubliner Ghetto, die der Wehrmachtssoldat Max Kirnberger 1940/41 aufgenommen hat. Bei den Recherchearbeiten wurden der Sammlung auch Fotografien des Kindes Henio Zytomirski übergeben, der dann auf Facebook zu einer Personifikation des Schicksals der in den Vernichtungslagern getöteten Juden wurde.
Pietrasiewicz wurde 2008 zum Offizier des Ordens Polonia Restituta ernannt. 2015 zeichnete ihn das Museum der Geschichte der polnischen Juden aus.

## Schriften (Auswahl)
- Przewodnik po historii słowa drukowanego w Lublinie. Lublin : Ośrodek Brama Grodzka - Teatr NN, 2014
- (Hrsg.): Dom Słów : druk L-L słowo. Lublin : Ośrodek Brama Grodzka - Teatr NN, 2014
- (Hrsg.): Kręgi pamięci = Circles of memory. Lublin : Ośrodek Brama Grodzka - Teatr NN, 2013
- (Hrsg.): Kultura szeroka : księga wyjścia : na przykładzie 25 lubelskich środowisk kultury niszowej = Broad culture : the book of coming-out : on the example of 25 Lublin niche cultures. Lublin : Ośrodek Brama Grodzka - Teatr NN, 2011
- mit Aleksandra Zińczuk, Monika Śliwińska (Hrsg.): Czytanie Czechowicza 2001 - 2010. Lublin : Ośrodek Brama Grodzka - Teatr NN, 2010
- Teatr NN : 1990-2010. Lublin : Ośrodek Brama Grodzka - Teatr NN, 2010
- Bombardowanie Lublina 09.09.39 : śmierć Józefa Czechowicza. Lublin : Ośrodek Brama Grodzka - Teatr NN, 2009
- (Mhrsg.): Max Kirnberger. Fotografie getta = Photographs of the ghetto : Lublin 1940. Lublin : Ośrodek "Brama Grodzka - Teatr NN", 2009.
- (Hrsg.): Nimrod Ariav. Lublin : Ośrodek Brama Grodzka - Teatr NN, 2008
- Brama Grodzka: kręgi pamięci : 2000-2008 = The Grodzka gate: circles of memory. Lublin : Ośrodek Brama Grodzka - Teatr NN, 2008